# اکبرآباد (خوسف)
روستای اکبرآباد ، روستایی است از توابع بخش جلگه ماژان شهرستان خوسف، واقع در استان خراسان جنوبی که بر اساس سرشماری سال ۱۳۸۵ مرکز آمار ایران، جمعیت آن بالغ بر ۶۱۲ نفر بوده است.